# Медаль Котеніуса
Медаль Котеніуса (нім. Cothenius-Medaille) — наукова премія, яка присуджується з 1792 року Німецькою національною академією наук Леопольдина за наукову діяльність вченого.
Названа на честь німецького медика Крістіана Андреаса Котеніуса, який уфундував її зі свого спадку (1000 талерів у золоті) і хотів, щоб нею вшановували найкращі роботи з медицини.
До 1806 року вона залишалася премією за досягнення в галузі медицини, з 1861 року за внесок у поліпшення життя людства.
З 1954 року вручається за найвидатніше досягнення відомого вченого за все його життя, переважно членам Леопольдини.
В останні десятиліття присуджується раз на 2 роки.
Нагородою є золота медаль з портретом Котеніуса і написом «Praemium virtutis salutem mortalium provehentibus sancitum» (Як визнання внеску тих, хто сприяє добробуту смертних).
Премією нагороджені 14 лауреатів Нобелівської премії, в тому числі Іван Павлов (1903), Петро Капиця (1959), Ернст Руска (1975).

## Інтернет-ресурс
- Offizielle Webseite [Архівовано 22 січня 2021 у Wayback Machine.]